# Gonomyia duurvoorti
Gonomyia duurvoorti är en tvåvingeart som beskrevs av Alexander 1929. Gonomyia duurvoorti ingår i släktet Gonomyia och familjen småharkrankar. Inga underarter finns listade i Catalogue of Life.